# آل عیسی (یمن)
 آل عیسی  (در عربی:  آل عیسی )
نام روستایی است در دهستان ذُوعَید از توابع استان مَحویت در کشور یمن در شبه جزیره عربستان.

## جمعیت
جمعیت آن (۲۳۸ ) نفر (۱۹ خانوار) می‌باشد.